# Alta Mar (série de televisão)
Alta Mar  (em português,  Alto Mar) é uma  série de televisão hispânica do gênero mistério-drama. É a quarta série em espanhol original Netflix, sua estreia ocorreu no dia 24 de maio de 2019.
No dia 28 de maio de 2019 a série foi renovada pela Netflix para uma segunda temporada que estreou em 22 de novembro de 2019.

## Sinopse
Duas irmãs descobrem segredos familiares perturbadores depois de uma série de mortes misteriosas em uma viagem do navio Bárbara de Braganza entre a Espanha e o Brasil nos anos 40.

## Elenco
- 1° Temporada
- Ivana Baquero – Eva Villanueva
- Jon Kortajarena – Nicolás Vazquez
- Alejandra Onieva – Carolina Villanueva e Diana, sósia de Carolina na terceira temporada.
- Eloy Azorín – Fernando Fábregas
- Chiqui Fernández – Francisca de García
- Tamar Novas – Sebastián de la Cuesta
- Daniel Ludhn – Pierre
- Manuela Vellés – Luisa/Sofía Plazaola (Episódio 1; Episódio 3 - Episódio 8)
- Natalia Rodríguez – Natalia Fábregas
- Laura Prats – Clara Romero
- Ignacio Montes – Dimas Gómez
- Begoña Vargas – Verónica de García
- Luis Bermejo – Mario Plazaola/Carlos Villanueva
- Pepe Ocio – Doutor Álvaro Rojas
- 2° Temporada
- Claudia Traisac — Casandra Lenormand/Carmen Marín
- Antonio Reyes — Erich
- Abel Rodríguez — Simon
- Pepe Barroso — Júllian
- Chiqui Delgado — Teresa

3° Temporada
Marco Pigossi — Fábio
Itsaso Arana — Anna/Alex Katona
Cristina Plazas — Carmen
Nicolás Francella — Hector Birabent
Claudia Galán — Chantal Vazquez
Pep Antón Muñoz — Doutor Ayala
Com a colaboração especial de
- Félix Gómez – Aníbal de Souza (Episódio 1 - Episódio 6)
- Antonio Durán "Morris" – Detetive Varela
- Eduardo Blanco – Capitão Santiago Aguirre
- José Sacristán – Pedro Villanueva

## Produção
Criada por Ramón Campos e Gema R. Neira e com roteiro de Ramón Campos, Gema R. Neira, Daniel Martín Serrano, Curro Novallas e José Antonio Valverde, a série será dirigida por Carlos Sedes, que também será o co-produtor executivo ao lado de Teresa Fernández-Valdés e Ramón Campos. A série traz um clima muito parecido com o clima de mistério dos livros de Agatha Christie.
A primeira temporada conta com 8 episódios e estreou no dia 24 de maio de 2019.

## Temporadas e episódios
| Temporadas | Temporadas | Capítulos | Estreia                |
| ---------- | ---------- | --------- | ---------------------- |
|            | 1          | 8         | 24 de maio de 2019     |
|            | 2          | 8         | 22 de novembro de 2019 |
|            | 3          | 6         | 7 de agosto de 2020    |

### Primeira temporada (2019)
| N.º (série) | N.º (temp.) | Título                              | Direção       | Data de estréia    |
| ----------- | ----------- | ----------------------------------- | ------------- | ------------------ |
| 1           | 1           | "El albatros" "O albatroz"          | Carlos Sedes  | 24 de maio de 2019 |
| 2           | 2           | "Los anillos" "As alianças"         | Carlos Sedes  | 24 de maio de 2019 |
| 3           | 3           | "Sofía" "Sofía"                     | Carlos Sedes  | 24 de maio de 2019 |
| 4           | 4           | "Cambio de rumbo" "Mudança de rumo" | Carlos Sedes  | 24 de maio de 2019 |
| 5           | 5           | "La tormenta" "A tempestade"        | Lino Escalera | 24 de maio de 2019 |
| 6           | 6           | "527 L." "527 L."                   | Lino Escalera | 24 de maio de 2019 |
| 7           | 7           | "Tres horas" "Três horas"           | Lino Escalera | 24 de maio de 2019 |
| 8           | 8           | "Caín" "Caim"                       | Lino Escalera | 24 de maio de 2019 |